# Epanagoge
Il termine greco Epanagoge (in greco antico: Ἐπαναγωγή?, "ritorno al punto"), ma più propriamente Eisagoge (in greco antico: Εἰσαγωγή [τοῦ νόμου]?, "Introduzione [alla legge]") è un testo di diritto bizantino promulgato nell'886. Iniziato sotto Basilio I il Macedone (r. 867–886), fu completato sotto suo figlio, Leone VI il Saggio (r. 886–912). Come suggerisce il nome, doveva essere un'introduzione alla legislazione della Basilika, pubblicata più tardi durante il regno di Leone VI.
Il lavoro, organizzato in 40 volumi, copre quasi tutte le sfere della legge ed era esplicitamente destinato a sostituire la precedente Ecloga, risalente alla dinastia isaurica iconoclasta . Nondimeno, trae ispirazione dall'Ecloga; la fonte principale, tuttavia, è il Corpus iuris civilis di Giustiniano I (r. 527-565), sebbene spesso fortemente modificato. Il patriarca Fozio di Costantinopoli lavorò alla sua compilazione e scrisse la prefazione e le due sezioni che trattano della posizione e dei poteri dell'imperatore bizantino e del patriarca; in particolare, i poteri del patriarca appaiono più ampi che nella legislazione di Giustiniano, sia nei confronti dell'imperatore che nei confronti degli altri patriarcati della Pentarchia.
L'Epanagoge fu ritirata dall'uso ufficiale subito dopo la sua pubblicazione, sostituito dal Prochiron (che a lungo è stato considerato un antenato dell'Epanagoge ) vent'anni dopo, ma servì come base per diverse compilazioni di diritto privato, come l'Epanagoge Aucta o il Syntagma Canonum. Attraverso la sua traduzione in slavo, l'Epanagoge si fece strada nel diritto canonico russo, incluso il Kormchaya Kniga del XIII secolo. Le sue disposizioni sulla posizione del patriarca e della chiesa nei confronti del sovrano temporale hanno avuto un ruolo importante nella controversia intorno al patriarca Nikon nel XVII secolo.